# Naraku no hana
«Naraku no hana» (en Japonés:奈落の花 y traducido al español como: Flor del infierno) es el segundo sencillo de la cantante japonesa de I've Sound, Eiko Shimamiya. Este sencillo fue publicado el 22 de agosto del 2007  la canción titular fue usada en la serie de anime: Higurashi no naku koro ni kai. Curiosamente, este sencillo alcanzó las mismas ventas que su sencillo anterior, vendiendo la misma cantidad de ejemplares y permaneciendo en la lisa Oricon durante el mismo tiempo.

## Canciones
1. «Naraku no hana» (奈落の花)
Letra: Eiko Shimamiya
Composición: Tomoyuki Nakazawa
Arreglos: Tomoyuki Nakazawa y Takeshi Ozaki
2. «FLOW»
Letra y composición: Eiko Shimamiya
Arreglos: SORMA
3. «Naraku no hana» (Instrumental)
4. «FLOW» (Instrumental)